# Araneus tartaricus
Araneus tartaricus är en spindelart som först beskrevs av Kroneberg 1875.  Araneus tartaricus ingår i släktet Araneus och familjen hjulspindlar. Inga underarter finns listade i Catalogue of Life.